# Best Of An Cafe
Best Of An Cafe es un disco recopilatorio lanzado por el Grupo Oshare Kei Antic Cafe. Salió al mercado el 9 de diciembre de 2009 antes de suspender sus actividades el día 4 de enero del 2010 de manera indefinida.
Contiene todos sus trabajos más exitosos, desde su primer sencillo Candy Holic hasta canciones de su último álbum, hasta la fecha, BB Parallel World. La canción #13 es inédita, nunca antes lanzada.

## Canciones

### CD 1
1. Candy Holic (キャンデーホリック?)
2. Odoru Meruhen Tokei (踊るメルヘン時計?)
3. Touhikairo (逃避回路?)
4. Ame no Hankagai (雨の繁華街?)
5. Hisoukyou (悲想橋?)
6. Wagamama Koushinkyoku (我侭行進曲?)
7. TEKESUTA KOUSEN (テケスタ光線?)
8. ESCAPISM (エスカピズム?)
9. MERRY MAKING (メリメイキング?)
10. Maple Gunman (メープルガンマン?)
11. Koukai (校廻～koukai～?)
12. Nijikan Shabondama (二時間シャボン玉?)
13. Meguri Aeta Kiseki (巡り逢えた奇跡?)
14. BondS ~Kizuna~ (BondS～絆～?)

### CD 2
1. LOCK ON ☆The☆ Go NEW Sekai (LOCK ON☆ザ☆御NEW世界?)
2. Smile Ichiban Ii ♀ Onna (スマイル一番イイ♀?)
3. Snow Scene (スノーシーン?)
4. Kakusei Heroism ~THE HERO WITHOUT A NAME~ (覚醒ヒロイズム～THE HERO WITHOUT A NAME～?)
5. Ryuusei Rocket (流星ロケット?)
6. Koi no Dependence (恋のデペンデンス?)
7. Orange Dream (オレンジドリーム?)
8. Cherry Saku Yuuki!! (Cherry咲く勇気!!?)
9. Koritsu Hospital (孤立ホスピタル?)
10. SUMMER DIVE ~amatoro PEACH☆BEACH~ (SUMMER DIVE～甘トロPEACH☆BEACH～?)
11. MY ♥ LEAPS FOR "C"
12. Kawayu's ЯocК (可愛湯's ЯocК?)
13. AROMA
14. NATSU KOI★NATSU GAME (夏恋★夏GAME?)
15. YOU

- Datos: Q4774582